# Klukowicze (rejon nowogródzki)
Klukowicze (biał. Клюкавічы, ros. Клюковичи) – wieś na Białorusi, w sielsowiecie Brolniki, w rejonie nowogródzkim obwodu grodzieńskiego.

## Geografia
Wieś znajduje się przy drodze republikańskiej R10, na trasie między Nowogródkiem a Lubczem. Klukowicze leżą na wschód od Recemli i Basina, na północ od Kurewicz i Niesutycz, na północny zachód od Sieliszcza i na południe od Worobjewicz Wielkich i Małych.

## Historia
W XIX w. Klukowicze znajdowały się w powiecie nowogródzkim guberni mińskiej, w gminie Niehniewicze.
W okresie międzywojennym wieś należała do gminy Horodeczna w powiecie nowogródzkim województwa nowogródzkiego II Rzeczypospolitej. 
Po II wojnie światowej Klukowicze znalazły się w granicach Białoruskiej SRR, a od 1991 r. – w niepodległej Białorusi.